# Denholme
Denholme – miasto w Anglii, w hrabstwie ceremonialnym West Yorkshire, w dystrykcie metropolitalnym Bradford. Leży 23 km na zachód od miasta Leeds i 282 km na północny zachód od Londynu. Miasto liczy 2976 mieszkańców.